# Guerre byzantino-génoise (1348-1349)
Guerre byantino-génoise
La guerre byzantino-génoise de 1348 - 1349 fut une guerre entre l’Empire byzantin et la république de Gênes pour le contrôle des droits de douane auxquels étaient soumis les navires utilisant les ports du Bosphore. Les Byzantins, qui tentaient à ce moment de rebâtir leur propre flotte maritime, voulaient briser la dépendance dans laquelle ils se trouvaient des marchands génois établis à Galata, face à Constantinople. Elle se déroula avec, en toile de fond, d'une part la lutte que se livraient les républiques de Venise et de Gênes pour la possession de comptoirs et le contrôle du commerce avec la mer Noire et la Crimée et, d'autre part,  la dépendance dans laquelle était tombé l’Empire byzantin pour son commerce et sa défense de la république de Venise. Elle se termina par la venue d’une délégation de Gênes qui négocia un accord dans lequel chaque partie trouvait son avantage.

## Contexte historique

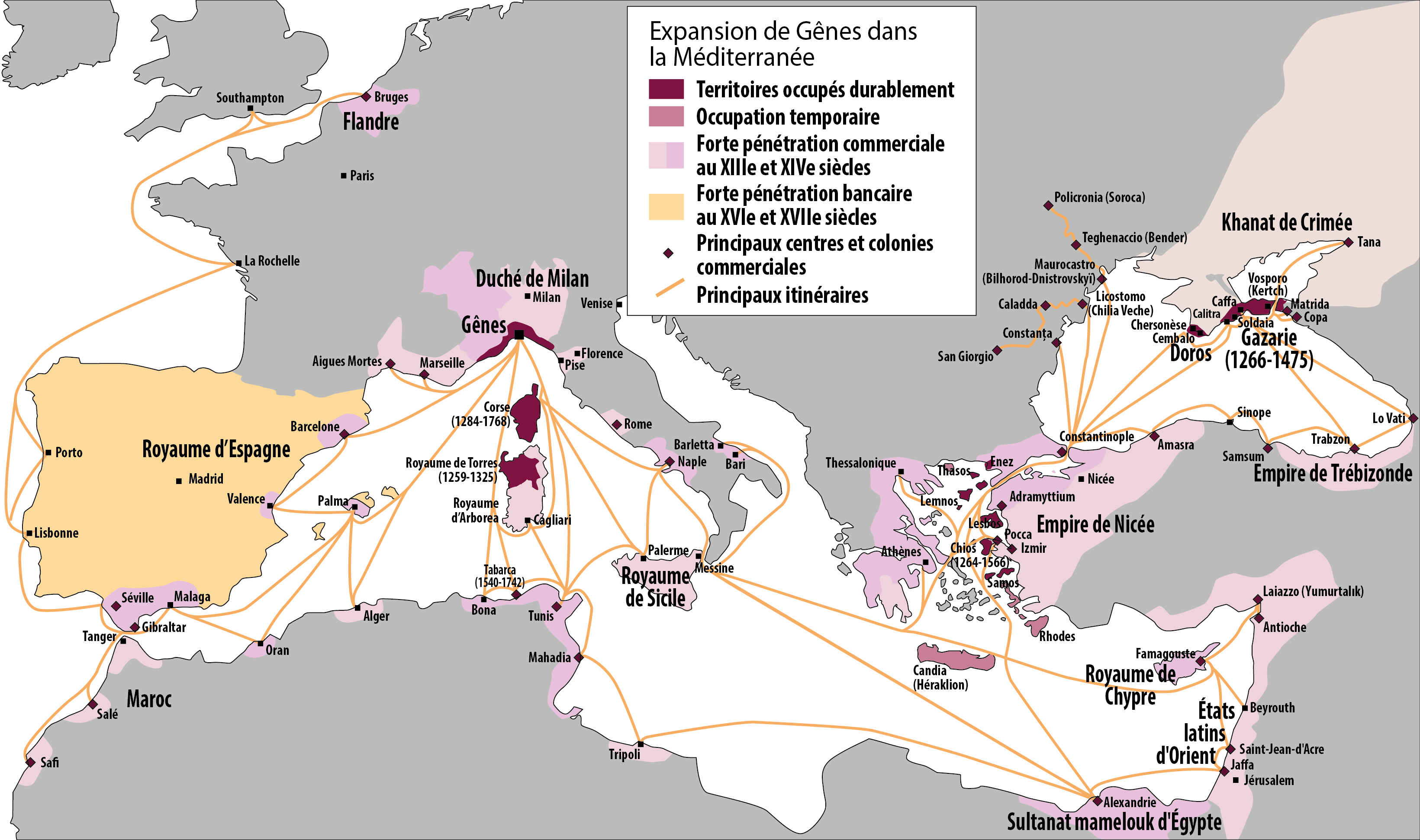
Expansion de Gênes du.

Le traité de Nymphéon de 1261 avait permis à la république de Gênes d’établir une colonie à Galata, un faubourg de Constantinople, de l’autre côté de la Corne d’Or. Il avait été signé dans un contexte où Michel VIII Paléologue (empereur à Nicée 1259-1261; empereur à Constantinople 1261 – 1282), qui venait de rétablir l’Empire byzantin, cherchait à contrebalancer la domination qu’exerçait la république de Venise, alliée des croisés, sur le commerce en Méditerranée et alors que la république de Gênes cherchait à assurer la sienne sur le commerce  en mer Noire, particulièrement en Crimée.
En ce milieu du XIVe siècle, l’Empire byzantin se relevait avec peine de la guerre civile qui, de 1341 à 1347, avait opposé Jean VI Cantacuzène à la régence composée d’Anne de Savoie, mère du jeune Jean V Paléologue (r. 1341-1376;  1379 - avril 1390; septembre 1390 – 1391),  du premier ministre Alexis Apokaukos et du patriarche Jean Kalékas,.  La situation économique de l’empire était presque désespérée. Alors que les douanes génoises de Galata encaissaient chaque année quelque 200 000 hyperpères, celles de l’empereur à Constantinople ne rapportaient que 30 000 hyperpères, et encore la valeur de la monnaie byzantine déclinait-elle de jour en jour ,.
La guerre d’influence que se livraient Gênes et Venise à Constantinople même s’était poursuivie pendant la régence. Les Vénitiens qui avaient reconnu la reine-mère et le patriarche comme régents légitimes n’eurent aucune difficulté à faire reconduire en 1342 le traité qui  liait l’empire à Venise depuis 1268,. En fait, la détresse financière était telle qu’au début de l’année suivante la reine-mère dut faire appel à Venise pour un prêt de 30 000 ducats, mettant en gage les joyaux de la couronne.
L’empire ne pouvait non plus concurrencer l’une ou l’autre république sur mer, l’empereur Andronic II (r. 1282-1328) ayant démantelé la marine faute de ressources financières. Au milieu du XIVe siècle  la flotte byzantine, qui pouvait à certaines époques déployer des centaines de navires, était  limitée à une douzaine de vaisseaux au mieux et le contrôle de la mer Égée était définitivement passé aux mains des Italiens et des Ottomans. La Thrace, principale possession impériale à côté du despotat d’Épire, se remettait avec peine des raids des mercenaires turcs durant la guerre civile. Le commerce traditionnel de l’empire pour sa part était  en ruines; l’empereur ne pouvait compter sur beaucoup d’autres ressources financières que celles qu’il pouvait tirer des taxes et tarifs levés sur les marchandises traversant le Bosphore.

## Le conflit

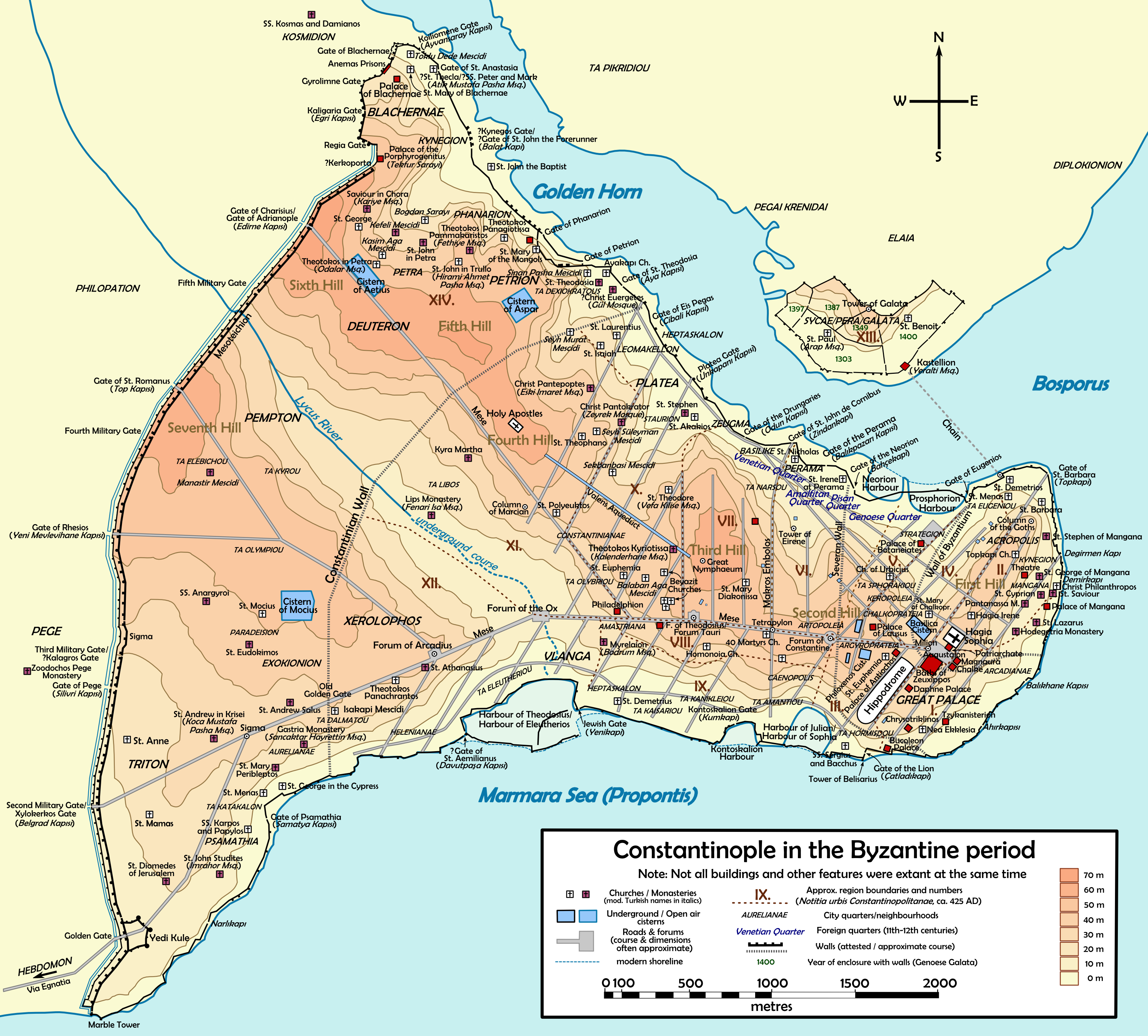
Constantinople et, de l’autre côté de la Corne d’Or, la colonie génoise de Galata.

Au total toutefois, ce sont  les Génois qui étaient sortis gagnants de la période de la régence et en septembre 1341, Anne de Savoie et Jean V avaient signé un accord avec eux qui avait beaucoup fait pour restaurer la confiance des marchands de Galata sérieusement ébranlée par les efforts d’Andronic III de reprendre le contrôle du Bosphore . Pendant la guerre civile, leur colonie extraterritoriale de Galata avait donné refuge à nombre de riches réfugiés de Constantinople et Jean VI Cantacuzène n’ignorait pas que ceux-ci avaient arrêté les approvisionnements en grain provenant de la mer Noire l’année avant sa prise de pouvoir en représailles contre le fait que deux de leurs navires avaient été coulés. De plus en 1346 les Génois avaient repris Chios et les ports de Phocée qu’Andronic III avait réussi à reprendre en 1329,.
Comprenant l’importance d’une flotte pour le renflouement des  ressources économiques de l’empire Andronic III (r. 1328-1341) et Jean Cantacuzène, alors « grand domestique »,  avaient fait de la construction navale l’une de leurs priorités .
Pour reprendre le contrôle sur les droits de douane, Jean Cantacuzène devenu l'empereur Jean VI, entreprit de réduire substantiellement ceux-ci afin de détourner les navires marchands de Galata et de les attirer à Constantinople. Sachant que ceci entrainerait un conflit avec Gênes, il leva en prêts personnels la somme de 50 000 hyperpères pour commencer la construction d’une nouvelle flotte .
Sentant le danger, les Génois qui risquaient de perdre 87% de leurs revenus de douane, se mirent à fortifier et à armer Galata contrairement aux termes de leur traité avec les Byzantins. Ils finirent par déclarer la guerre en aout 1348 et une flottille traversa la Corne d’Or, brulant tous les bateaux cargos qui s’y trouvaient de même que les navires de guerre en construction dans les entrepôts, En dépit des efforts mis à sa construction, la flotte byzantine fut détruite avant même d’être terminée. 
Jean VI n’était guère populaire, le peuple voyant en lui le représentant de la classe aristocratique. Mais devant la menace d’une nouvelle famine, l’empereur n’eut aucune difficulté à lever de nouvelles taxes pour construire une nouvelle flotte pour laquelle le bois dut être acheminé par chars-à-bœufs de la lointaine Thrace, les Génois contrôlant la route maritime. À titre de représailles, les Byzantins brûlèrent les quais et les entrepôts génois le long de la côte, catapultant des ballots enflammés à l’intérieur des remparts, lesquels mirent le feu à une bonne partie de la ville. Les Génois réalisèrent alors qu’ils étaient peut-être allés trop loin. Ils approchèrent l’empereur pour proposer une trêve que Jean VI repoussa, exigeant comme condition préalable que les Génois détruisent les fortifications construites contrairement au traité précédent.
Au printemps 1349, la nouvelle flottille byzantine était prête : neuf puissantes galères de guerre et une centaine de vaisseaux plus petits. Le plan était de livrer bataille sur mer aux Génois pendant que l’armée de terre byzantine irait faire le siège de Galata par terre. Malheureusement pour les Byzantins, si les navires nouvellement construits étaient solides, il ne restait plus guère d’équipage et d’officiers ayant suffisamment d’expérience pour les manœuvrer, de telle sorte qu’après avoir capturé par chance un navire génois près de l’Ile des Princes, ils durent faire face à une violente tempête. De désespoir, nombre de  fantassins abandonnèrent simplement les galères, se jetant à l’eau pour échapper au désastre. Quant aux fantassins envoyés pour contourner Galata, voyant ce qui arrivaient à leurs camarades sur mer, ils revinrent sur leurs pas pour se réfugier à Constantinople. Les Génois de Galata s’emparèrent alors des navires abandonnés et, le lendemain, les firent défiler en triomphe devant les murailles de Constantinople, trainant derrière eux le drapeau byzantin.
Heureusement pour les Byzantins, le Sénat de la ville de Gênes formé des grandes familles marchandes de la ville parmi lesquels était élu le doge réalisait que ses citoyens de Galata étaient allés trop loin et que les intérêts de la République exigeaient de bonnes relations avec Constantinople. Aussi quelques semaines plus tard, une ambassade arriva de Gênes pour négocier une paix qui s'avéra favorable aux Byzantins : Gênes acceptait  d’abandonner les territoires occupés illégalement au-delà des limites de Galata, de payer 100 000 hyperpères au titre de dommages de guerre et de ne plus attaquer Constantinople,.

## Les suites

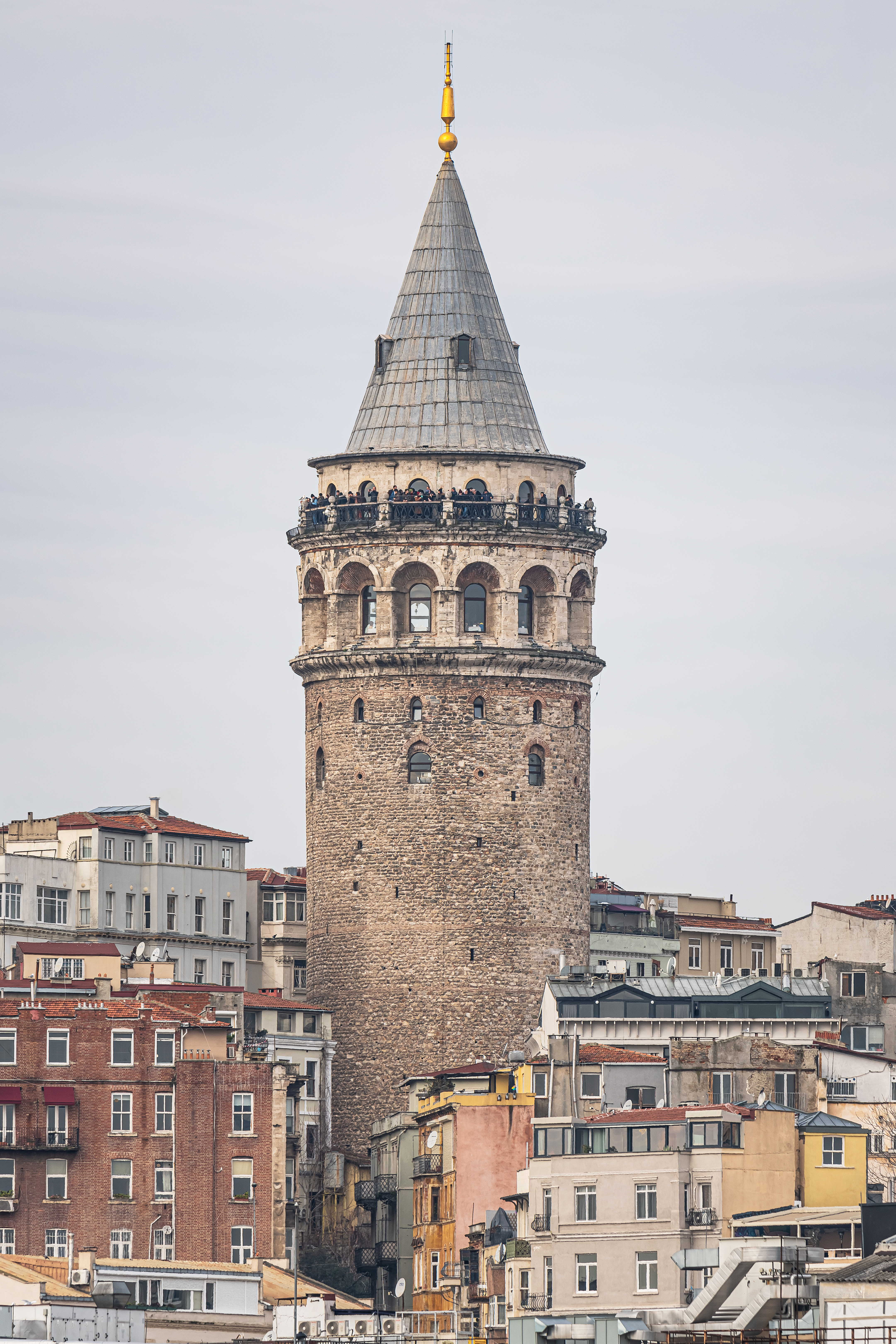
La tour de Galata (Christea Turris) construite en 1348 au sommet nord de la citadelle génoise.

Cette normalisation permit à Jean VI d’envoyer en 1349 une délégation à Gênes négocier le retour à l’empire de l’ile de Chios réoccupée par les Génois au cours de la guerre civile. La négociation se termina par un accord au terme duquel l’ile retournerait à la pleine possession byzantine après une période de dix ans pendant laquelle les Génois seraient considérés comme « locataires » de l’ile,.
La même année, le traité de 1342 avec Venise venait à expiration. Les longues négociations qui avaient marqué le renouvellement des précédents accords ne furent pas nécessaires et, le 9 septembre 1349, un nouvel accord était signé à Constantinople aux mêmes conditions que pour les renouvellements précédents. Bien plus, en mars 1349, le Sénat de Venise avait consenti, à la requête de l’empereur, à lui faire parvenir armes et équipement pour la nouvelle flotte.
Maintenant lié par de nouveaux traités à l’une et l’autre partie l’empereur espérait avoir réussi sa survie politique en rétablissant l’équilibre entre les deux puissances rivales tout en sauvegardant les intérêts de l’empire.  Il se trompait lourdement : d’une part Constantinople se trouvera ainsi entrainée dans une nouvelle guerre entre Gênes et Venise, laquelle déclarée le 6 aout 1350 se poursuivra jusqu’en 1355,, d’autre part une seconde guerre civile à Constantinople le mettra dès 1351 en conflit avec son coempereur Jean V, le forçant à abandonner le pouvoir et à se retirer dans un monastère en 1354.